# Grupa Rusicz
Grupa Rozpoznania Sabotażowo-Szturmowego (DSzRG) „Rusicz” (ros. Диверсионно-штурмовая разведывательная группа «Русич») – rosyjska, skrajnie prawicowa, neonazistowska jednostka paramilitarna. 
Jej współzałożycielem i liderem jest zadeklarowany neonazista – Aleksiej Milczakow.

## Zbrodnie wojenne
Grupa regularnie umieszcza zdjęcia poległych żołnierzy ukraińskich oraz nawołuje do celowego torturowania i zabijania jeńców w celu wyłudzenia okupów za ciała od ich rodzin.  W kwietniu 2023 r. Grupa Rusicz zamieściła na swoim kanale Telegram film przedstawiający ścinanie głowy schwytanemu ukraińskiemu żołnierzowi. W 2017 roku prokuratura wojskowa Ukrainy oskarżyła Milczakowa o udział w zabójstwie 40 ukraińskich żołnierzy.
W maju 2024 r. Grupa Rusicz opublikowała na swoim kanale Telegram informacje o używaniu przez nich dronów do zrzucania chloropikryny na ukraińskie pozycje.
W poście na swoim kanale Telegram dotyczącym „rozwiązania kwestii ukraińskiej” Rusicz proponuje zmuszanie Ukrainek do pełnienia funkcji niewolnic seksualnych rosyjskich żołnierzy, którym by „dano po 2–3 dziewczynki w wieku do 10 lat” w celu „rozwiązania kwestii demograficznej w Rosji”. Twierdzą ponadto, że „gwałt nie jest przestępstwem” i „Ukrainki śnią, że zostały zgwałcone przez rosyjskich żołnierzy”.

## Udział obcokrajowców
W szeregach Rusiczy walczą ochotnicy z całej Europy, w tym polscy ochotnicy z „Zadrużnego Krągu – Dywizji Słowiańskiej” dowodzeni przez byłego funkcjonariusza policji – Arwida Pływaczewskiego czy fińska grupa Karhu (Niedźwiedź). W przeszłości grupa starała się rekrutować członków Nordyckiego Ruchu Oporu